# Cố định gen (di truyền học quần thể)
Trong di truyền học quần thể, cố định gen là hiện tượng trong đó một alen của một gen lấn át tất cả alen khác và đạt tần số 100%. Nói cách khác, đó là hiện tượng khi số lượng alen của một gen giảm còn chỉ một alen. Trong điều kiện không có đột biến hay ưu thế lai, bất cứ alen nào rồi cũng sẽ được cố định (vĩnh viễn đạt tần số 100%) hoặc biến mất hoàn toàn.
Chuyện alen sẽ mất hay được cố định phụ thuộc vào hệ số chọn lọc của bản thân alen và các yếu tố ngẫu nhiên khác (bao gồm phiêu bạt di truyền). Cố định gen có thể dùng để nói về một gen hoặc một lô-cut gen vị trí (nucleotide cụ thể trong chuỗi DNA).
Trong quá trình thế gen (một phân loại của cố định gen), đột biến tạo ra một gen mới. Gen mới đó nhờ phiêu bạt hoặc chọn lọc dương mà đạt tần số 100% (trở thành alen duy nhất còn lại trong quần thể). Ta nói: gen đó đã được cố định.
Tương tự, những đặc trưng di truyền của các phân loại sinh vật khác nhau được coi là đã được cố định vào mỗi loài. Ví dụ: vì tất cả thực vật đều có lục lạp, ta nói lục lạp là một tính trạng đã được cố định vào hệ gen của thực vật.

## Lịch sử
Cố định gen được nhắc đến lần đầu tiên trong nghiên cứu năm 1962 của Kimura "Về Xác suất Cố định của Gen Đột biến trong Quần thể". Trong đó, Kimura đã dùng phương pháp toán học để xác định xác suất cố định của gen đột biến trong quần thể. Ông ấy đã chỉ ra rằng xác suất cố định phụ thuộc vào tần số alen ban đầu và trung bình cũng như độ dao động của tần số alen qua mỗi thế hệ.

## Xác suất
Trong trường hợp chỉ xảy ra phiêu bạt di truyền, tất cả tập hợp hữu hạn của gen hoặc alen đều có một "điểm hội tụ", nơi mà tất cả hậu duệ được phân kì từ một tổ tiên chung. Điều này có thể được sử dụng để xác định tốc độ cố định gen của một alen trung tính (alen không chịu tác động của chọn lọc tự nhiên) trong một quần thể có kích thước biến động (nhưng hữu hạn và khác không). Vì không có chọn lọc tự nhiên, xác suất alen sẽ được cố định vào bất cứ thời điểm nào sẽ bằng tần số alen {\displaystyle p} của nó vào thời điểm đó.
Ví dụ, nếu một quần thể chứa alen A (20%) và a (80%), 80% sẽ là xác suất alen a được cố định vào locut sau vô số thế hệ (cho rằng phiêu bạt di truyền là nhân tố tiến hoá duy nhất).
Cho một quần thể lưỡng bội có kích thước {\displaystyle N} và tốc độ đột biến trung tính {\displaystyle \mu }, tần số xuất hiện ban đầu của một đột biến mới là 1/(2N), và số lượng đột biến mới sau mỗi thế hệ là. {\displaystyle 2N\mu }. Vì tốc độ cố định là tốc độ đột biến trung tính mới nhân với xác suất cố định của quần thể, tốc độ cố định chung là {\displaystyle 2N\mu \times {\frac {1}{2N}}=\mu }. Do đó, tốc độ cố định cho một đột biến không phụ thuộc vào chọn lọc chỉ là tốc độ xuất hiện của đột biến đó.
Cho các quần thể có kích thước không đổi, xác suất cố định của alen mới với ưu thế chọn lọc s có thể được ước lượng sử dụng thuyết về quá trình rẽ nhánh. Một quần thể có các thể hệ không chờm lấp nhau n = 0, 1, 2, 3,... và với có số gen {\displaystyle X_{n}} (hoặc số cá thể) khi n tạo thành một chuỗi Markov với những giả định sau. Sự xuất hiện của một cá thể sở hữu alen có ưu thế chọn lọc tương ứng với {\displaystyle X_{0}=1}. Số lượng con của một cá thể bất kỳ phải được xác định một cách độc lập và tuân theo một sự phân bố cố định. Dưới các điều kiện này, hàm {\displaystyle p_{n}(x)} cho mỗi {\displaystyle X_{n}} thoả mãn mối quan hệ đệ qui {\displaystyle p_{n}(x)=p_{1}(p_{n-1}(x))} và có thể được dùng để tính xác suất {\displaystyle \pi _{n}=P(X_{n}=0)} của không có đời sau vào thế hệ n. Có thể chứng mình {\displaystyle \pi _{n}=p_{1}(\pi _{n-1})} và cả {\displaystyle \pi _{n}} cùng đỏ về một giá trị {\displaystyle \pi } là xác suất cá thể không có con. Xác suất cố định lúc đó sẽ là {\displaystyle 1-\pi \approx 2s/\sigma ^{2}} vì lợi thế sinh tồn sẽ giúp gen tăng tần số cho đến khi áp lực chọn lọc dẫn đến cố định gen. {\displaystyle X_{n}}{\displaystyle X_{n}}{\displaystyle X_{n}}
Những đột biến có hại vẫn có thể tình cờ được cố định trong các quần thể nhỏ, khi đó xác suất cố định sẽ phụ thuộc vào độ phiêu bạt (~{\displaystyle 1/N_{e}}) và hệ số chọn lọc (~{\displaystyle s}), trong đó {\displaystyle N_{e}} là kích thước quần thể hữu hiệu. Tỉ số {\displaystyle N_{e}s} sẽ quyết định cái nào chiếm ưu thế, chọn lọc hay phiêu bạt. Nếu tỉ số này không quá âm thì alen gây hại vẫn có cơ hội được cố định.
Ví dụ: Trong một quần thể lưỡng bội kích thước {\displaystyle N_{e}} và một alen gây hại có hệ số chọn lọc {\displaystyle -s}, xác suất cố định của alen đó sẽ bằng {\displaystyle (1-e^{-2s})/(1-e^{-4N_{e}s})}. Cách phỏng tính này đến từ nghiên cứu của Kimura năm 1962. Một gen gây hại với hệ số chọn lọc {\displaystyle -s} sao cho {\displaystyle 2N_{e}s\ll 1} sẽ coi như trung tính, và vì thế có xác suất cố định khoảng {\displaystyle 1/2N}{\displaystyle 1/2N_{e}}{\displaystyle 1/2N_{e}}. {\displaystyle 1/2N_{e}}
Xác suất cố định cũng phụ thuộc vào sự thay đổi kích thước quần thể. Cho những quần thể đang tăng, ảnh hưởng của chọn lọc sẽ mạnh hơn nên những alen có lợi sẽ dễ được cố định hơn, trong khi alen có hại sẽ dễ biến mất. Còn trong những quần thể đang giảm, ảnh hưởng của chọn lọc không mạnh bằng, nên khả năng alen có lợi biến mất, alen có hại được cố định cũng cao hơn. Đây là vì đột biến mới có lợi hiếm sẵn nên nó có thể vì ngẫu nhiên mà biến mất (khi các cá thể mang gen không có con).
Ở các quần thể đang tăng, số con trung bình của mỗi cá thể cao hơn quần thể đang giảm; cho nên dễ truyền lại alen có lợi cho đời sau. Quá trình này cứ lặp lại cho đến khi alen có lợi phát tán khắp quần thể, rồi cuối cùng được cố định. Còn ở quần thể đang giảm, alen có thể không được truyền lại vì cá thể mang gen không có con, thậm chí dẫn tới đột biến có lợi biến mất.

## Thời gian
Người ta đã nghiên cứu cách xác định thời gian cố định trung bình của một đột biến trung tính. Kimura và Ohta (1969) đã chỉ ra rằng một đột biến mới sẽ được cố định sau{\displaystyle N_{e}} {\displaystyle 4N_{e}} {\displaystyle N_{e}}thế hệ đa hình (phân tính). Thời gian cố định trung bình Ne là kích thước quần thể hữu hiệu (số cá thể của quần thể lí tưởng ảnh hưởng bởi phiêu bạt di truyền cần thiết để tạo đa dạng di truyền tương đương với quần thể lớn). Thường thì kích thước quần thể hữu hiệu sẽ được xác định bằng độ dị hợp, nhưng những thông số khác cũng có thể được sử dụng.
Ta cũng có thể lập mô hình để xác định tốc độ cố định của một gen trong điều kiện kích thước biến động. Ví dụ: ở trang The Biology Project Genetic Drift Simulation, ta có thể tạo mô hình phiêu bạt di truyền để thấy tốc độ gen qui định màu giun được cố định trong các kích thước quần thể khác nhau.
Thêm vào đó, tốc độ cố định cũng có thể được cố đinh sử dụng cây hội tụ. Một cây hội tụ lần theo dòng dõi của một gen trong quần thể nhằm tra ra một bản sao đầu tiên của gen đó, gọi là tổ tiên chung gần nhất.